# Makhmud Muradov
Makhmud Muradov (in uzbeco Маҳмуд Мурадов?; Dušanbe, 8 febbraio 1990) è un artista marziale misto e kickboxer tagiko naturalizzato uzbeko. Residente a Praga, in Repubblica Ceca, è attualmente sotto contratto come peso medio nella Ultimate Fighting Championship (UFC).

## Biografia
Nato l'8 febbraio 1990 nella RSS Tagika, da padre tagiko e madre uzbeka, nel 1993 fugge come rifugiato con la sua famiglia in Uzbekistan a causa della guerra civile tagika. Nel 2019, gli è stata concessa la cittadinanza uzbeka.
In gioventù ha praticato il pugilato, per poi passare al kickboxing, ottenendo anche il titolo di Giovane Campione di Kickboxing Uzbeko secondo le regole del K-1.
All'età di 15 anni, Muradov è costretto ad abbandonare gli studi e a iniziare a lavorare per provvedere alla famiglia, in seguito a un incidente d'auto dove suo padre rimane coinvolto e che lo lascia permanentemente disabile. A 17 anni, inizia la sua carriera di successo nel sambo e, grazie a ciò, si guadagna un lavoro ben pagato come guardia di sicurezza in Siberia. Lì viene gravemente accoltellato e colpito più volte. Quando suo padre è stato dimesso dall'ospedale dopo quattro anni, la sua famiglia ha dovuto vendere l'appartamento per pagare le spese sanitarie. Muradov è quindi tornato in Uzbekistan, riuscendo infine a guadagnare abbastanza soldi nelle competizioni da poter riacquistare l'appartamento di famiglia. Tuttavia, secondo le sue testimonianze, era difficile trovare un buon lavoro senza contatti, quindi nel 2011, Muradov, allora 19enne, si è trasferito in Repubblica Ceca in cerca di un lavoro meglio retribuito. Lì ha svolto vari lavori come operaio edile, addetto alle pulizie e cameriere. Successivamente si è dedicato al Muay Thai e all'MMA a Praga, sotto la guida di Petr Kníže, che ha permesso a Muradov di allenarsi e dormire nella sua palestra gratuitamente, aiutandolo anche a trovare un lavoro più comodo come buttafuori. Muradov ha quindi iniziato la sua carriera professionale nell'MMA nel 2012.

## Carriera nelle arti marziali miste

### Inizi
Nel settembre 2015, Muradov ha partecipato al torneo WAKO K1 European Cup 2015 e ha perso nella prima partita contro il campione polacco Bartosz Dołbień con decisione unanime.
Nel febbraio 2018, Muradov è diventato il primo artista marziale misto al mondo firmato da The Money Team di Floyd Mayweather Jr. I due erano diventati amici dopo essersi incontrati al Lávka Club di Praga nel marzo 2017.
Prima di entrare nell'UFC, Muradov deteneva un record di 22-6 e aveva vinto diversi campionati regionali di pesi medi (XFN, WKN, Caveam, WASO).

### Ultimate Fighting Championship

#### 2019
Muradov ha fatto il suo debutto promozionale contro Alessio Di Chirico il 28 settembre 2019 all'UFC Fight Night 160, in sostituzione dell'infortunato Peter Sobotta. Ha accettato l'incontro con 12 giorni di preavviso. Ha infine vinto la battaglia con decisione unanime.
Il 29 settembre 2019, si è classificato al primo posto nella classifica dei pesi medi dell'Europa orientale di Tapology.
Nel suo secondo incontro, il 7 dicembre 2019, all'UFC on ESPN 7, Muradov ha affrontato Trevor Smith in sostituzione di Alonzo Menifield. Ha vinto per KO al terzo round e gli è stato assegnato un bonus Performance of the Night.
Nella lista ufficiale di fine anno di UFC 2019 dei dieci migliori esordienti, Muradov si è classificato in settima posizione.

#### 2021
Muradov ha affrontato Andrew Sanchez, il 24 gennaio 2021, all'UFC 257, in sostituzione di André Muniz, vincendo l'incontro per knockout tecnico nel terzo round. Questa vittoria gli è valsa il premio Performance of the Night.
Muradov ha poi affrontato Gerald Meerschaert, il 28 agosto 2021, all'UFC on ESPN 30. Ha perso il combattimento per sottomissione tramite soffocamento nel secondo round.

#### 2022
Muradov ha affrontato Caio Borralho, il 22 ottobre 2022, all'UFC 280, perdendo però l'incontro con decisione unanime.

## Vita privata
Concorrente professionista di MMA dal 2012, Muradov è sia il primo combattente UFC uzbeko e nato in Tagikistan, sia il primo artista marziale misto al mondo ingaggiato da The Money Team di Floyd Mayweather Jr.
Oltre alla sua lingua madre, l'uzbeco, Muradov parla fluentemente il ceco, il russo e l'inglese e conosce il polacco e l'arabo.
Muradov è un musulmano aconfessionale e non osserva rigorosamente il digiuno del Ramadan.
A partire dal 2018, ha avuto una relazione con Monika Bagárová, cantante ceca di origini rom. Il 27 maggio 2020, Bagárová ha dato alla luce la loro prima figlia, Rumia. La coppia si è temporaneamente separata nel dicembre 2021, riconciliandosi poi nel febbraio 2022. I due si sono infine separati nuovamente nel luglio 2022.
Muradov ha affermato più volte di essere molto patriottico nei confronti della Repubblica Ceca e di Praga. Si è spesso definito un "uzbeko dal cuore ceco" o un "ceco dell'Uzbekistan", ma anche un "rappresentante ceco" e un "orgoglioso praghese". Per questo motivo, Muradov ha rifiutato l'offerta di Floyd Mayweather Jr. di trasferirsi definitivamente da Praga a Las Vegas in Nevada, dove si allena tuttora sia nella palestra di Dewey "Black Kobra" Cooper, che nel Mayweather Boxing Club, oltre a lavorare per Mayweather Jr. stesso.
Durante i suoi primi anni a Praga, Muradov è apparso in produzioni porno autoerotiche e servizi fotografici softcore da solista, sotto il nome d'arte di "Akhmed Virt", per la società di produzione pornografica gay di William Higgins.

## Campionati e traguardi

### Arti marziali miste
- Ultimate Fighting Championship
  - Performance of the Night (due volte) vs. Trevor Smith e Andrew Sanchez[33]
- X FIGHT NIGHTS
  - Campionato dei pesi medi XFN (una volta)[52]
    - Una difesa del titolo di successo[53]

  - Campionato ad interim dei pesi medi XFN (una volta)
- World Kickboxing Network
  - Campionato internazionale dei pesi medi WKN MMA (una volta)[54][55][56]
- Caveam
  - Campionato nazionale dei pesi medi di Caveam (campione di Caveam) (una volta)[25][57][58][59]
- World Association of Sporting Organizations
  - Campionato europeo dei pesi medi WASO MMA (una volta)[26][60][61][62][63]

### Kickboxing
- Uzbekistan Kickboxing Federation
  - Giovane Campione di Kickboxing K-1 Uzbeko  (Una volta)[12][15]

## Risultati nelle arti marziali miste
| Risultato | Record   | Avversario                  | Metodo                                        | Evento                                       | Data              | Round | Tempo | Città                             | Note                                                                  |
| --------- | -------- | --------------------------- | --------------------------------------------- | -------------------------------------------- | ----------------- | ----- | ----- | --------------------------------- | --------------------------------------------------------------------- |
| NC        | 26-8 (1) | Aliaskhab Khizriev          | NC (dito nell'occhio)                         | UFC Fight Night: Dolidze vs. Imavov          | 3 febbraio 2024   | 1     | 0:11  | Las Vegas, Stati Uniti            | Un involontario dito nell'occhio ha impedito a Muradov di continuare. |
| Vittoria  | 26-8     | Bryan Barberena             | Decisione (unanime)                           | UFC Fight Night: Aspinall vs. Tybura         | 22 luglio 2023    | 3     | 5:00  | Londra, Regno Unito               |                                                                       |
| Sconfitta | 25-8     | Caio Borralho               | Decisione (unanime)                           | UFC 280                                      | 22 ottobre 2022   | 3     | 5:00  | Abu Dhabi, Emirati Arabi Uniti    |                                                                       |
| Sconfitta | 25-7     | Gerald Meerschaert          | Sottomissione (rear naked choke)              | UFC on ESPN: Barboza vs. Chikadze            | 28 agosto 2021    | 2     | 1:49  | Las Vegas, Stati Uniti            |                                                                       |
| Vittoria  | 25-6     | Andrew Sanchez              | KO Tecnico (ginocchiata in salto e pugni)     | UFC 257                                      | 23 gennaio 2021   | 3     | 2:59  | Abu Dhabi, Emirati Arabi Uniti    | Performance of the Night                                              |
| Vittoria  | 24-6     | Trevor Smith                | KO (pugno)                                    | UFC on ESPN: Overeem vs. Rozenstruik         | 7 dicembre 2019   | 3     | 4:09  | Washington D.C., Stati Uniti      | Performance of the Night                                              |
| Vittoria  | 23-6     | Alessio Di Chirico          | Decisione (unanime)                           | UFC Fight Night: Hermansson vs. Cannonier    | 28 settembre 2019 | 3     | 5:00  | Copenaghen, Danimarca             |                                                                       |
| Vittoria  | 22-6     | Wendell de Oliveira Marques | KO (pugni)                                    | Oktagon 13                                   | 27 luglio 2019    | 2     | 1:56  | Praga, Repubblica Ceca            |                                                                       |
| Vittoria  | 21-6     | Alberto Emiliano Pereira    | KO Tecnico (pugni)                            | Oktagon 12                                   | 8 giugno 2019     | 1     | 3:34  | Bratislava, Slovacchia            |                                                                       |
| Vittoria  | 20-6     | Tato Primera                | KO (pugno)                                    | Night of Warriors 15                         | 6 aprile 2019     | 2     | 0:18  | Liberec, Repubblica Ceca          | Vince il titolo europeo dei pesi medi WASO MMA                        |
| Vittoria  | 19-6     | Diego Gonzalez              | Decisione (unanime)                           | XFN 17                                       | 16 marzo 2019     | 3     | 5:00  | Brno, Repubblica Ceca             |                                                                       |
| Vittoria  | 18-6     | Grzegorz Siwy               | KO (pugno)                                    | XFN 15                                       | 27 dicembre 2018  | 3     | 4:50  | Praga, Repubblica Ceca            |                                                                       |
| Vittoria  | 17-6     | Deyan Topalski              | KO Tecnico (pugni)                            | XFN 12                                       | 6 ottobre 2018    | 1     | 4:27  | Praga, Repubblica Ceca            | Difende il titolo dei pesi medi XFN                                   |
| Vittoria  | 16-6     | David Ramires               | KO Tecnico (pugni)                            | XFN 11: Back to the O2 Arena                 | 28 giugno 2018    | 2     | 0:30  | Praga, Repubblica Ceca            | Vince il titolo dei pesi medi XFN                                     |
| Vittoria  | 15-6     | Edvaldo de Oliveira         | KO Tecnico (gomtitate)                        | XFN 8: Vémola vs. Sloane                     | 3 marzo 2018      | 2     | 4:42  | Pardubice, Repubblica Ceca        |                                                                       |
| Vittoria  | 14-6     | Tomáš Penz                  | KO Tecnico (pugni)                            | XFN 6                                        | 7 dicembre 2017   | 1     | 4:20  | Praga, Repubblica Ceca            |                                                                       |
| Vittoria  | 13-6     | Zoran Dod                   | Decisione (unanime)                           | XFN 3                                        | 25 giugno 2017    | 3     | 5:00  | Praga, Repubblica Ceca            | Vince il titolo ad interim dei pesi medi XFN                          |
| Vittoria  | 12-6     | Shota Gvasalia              | KO Tecnico (pugni)                            | Simply the Best 14                           | 18 aprile 2017    | 3     | 2:07  | Praga, Repubblica Ceca            |                                                                       |
| Sconfitta | 11-6     | David Ramires               | KO Tecnico (lesione della clavicola)          | XFN 2                                        | 18 dicembre 2017  | 2     | 1:19  | Praga, Repubblica Ceca            | Per il titolo intercontinentale dei pesi medi XFN                     |
| Vittoria  | 11-5     | Damian Chandzel             | Sottomissione (strangolamento)                | Night of Warriors 10                         | 5 novembre 2016   | 3     | 0:28  | Liberec, Repubblica Ceca          |                                                                       |
| Vittoria  | 10-5     | Rafael Silva                | Decisione (unanime)                           | XFN 1                                        | 12 giugno 2016    | 3     | 5:00  | Praga, Repubblica Ceca            |                                                                       |
| Vittoria  | 9-5      | Tomáš Kužela                | Decisione (unanime)                           | Night of Warriors 9                          | 19 marzo 2016     | 3     | 5:00  | Praga, Repubblica Ceca            | Vince il titolo internazionale dei pesi medi WKN MMA                  |
| Vittoria  | 8-5      | Andreas Birgels             | KO Tecnico (pugni)                            | Caveam: Bitva Roku 2015                      | 19 marzo 2015     | 3     | 3:35  | Praga, Repubblica Ceca            | Vince il titolo nazionale dei pesi medi di Caveam                     |
| Sconfitta | 7-5      | Maciej Różański             | Decisione (unanime)                           | Fighting Zone: Cage Time 1                   | 10 dicembre 2014  | 3     | 5:00  | Praga, Repubblica Ceca            |                                                                       |
| Vittoria  | 7-4      | István Tóth                 | Sottomissione (rear naked choke)              | CMTA Pardál Gladiators Night Cage 3          | 24 maggio 2014    | 1     | 2:20  | České Budějovice, Repubblica Ceca |                                                                       |
| Vittoria  | 6-4      | Krzysztof Klepacz           | KO Tecnico (pugni)                            | MMAA Aréna 3                                 | 7 marzo 2014      | 1     | 3:48  | Hradec Králové, Repubblica Ceca   |                                                                       |
| Vittoria  | 5-4      | Peter Čapkovič              | Sottomissione (strangolamento a ghigliottina) | Fight Explosion: Return Of Kings             | 6 dicembre 2013   | 2     | 2:37  | Bratislava, Slovacchia            |                                                                       |
| Sconfitta | 4-4      | Livio Victoriano            | Sottomissione (strangolamento a triangolo)    | MMAA Aréna 2: Vémola vs. Kníže               | 10 novembre 2013  | 1     | 3:40  | Praga, Repubblica Ceca            |                                                                       |
| Sconfitta | 4-3      | Maciej Różański             | Sottomissione (strangolamento a ghigliottina) | BA 3: The Rebirth                            | 11 maggio 2013    | 2     | 0:45  | Goleniów, Polonia                 |                                                                       |
| Vittoria  | 4-2      | Pavol Langer                | KO Tecnico (pugni)                            | CMTA Trutnovs Night Of Gladiators            | 7 febbraio 2013   | 1     | 3:30  | Trutnov, Repubblica Ceca          |                                                                       |
| Sconfitta | 3-2      | Marcin Krysztofiak          | Decisione (non unanime)                       | MFC 5                                        | 8 dicembre 2012   | 2     | 5:00  | Nowa Sól, Polonia                 | Incontro catchweight (187 libbre)                                     |
| Vittoria  | 3-1      | Christoph Steinmann         | Decisione (unanime)                           | Cage XFC: International Lake Constance Cup 2 | 20 ottobre 2012   | 1     | N/A   | Lochau, Austria                   |                                                                       |
| Sconfitta | 2-1      | Kamil Cibiński              | Sottomissione (armbar)                        | MMAA Aréna                                   | 30 settembre 2012 | 1     | 1:57  | Praga, Repubblica Ceca            |                                                                       |
| Vittoria  | 2-0      | Francisco Silva             | KO Tecnico (pugni)                            | CMTA Pardál Gladiators Night Cage            | 19 maggio 2012    | 3     | 1:05  | České Budějovice, Repubblica Ceca |                                                                       |
| Vittoria  | 1-0      | Patrik Jevický              | KO Tecnico (pugni)                            | K1 Empress League: Round 2                   | 29 aprile 2012    | 1     | 0:26  | Košice, Slovacchia                | Debutto nei pesi medi                                                 |